# Quận Angelina, Texas
Quận Angelina là một quận thuộc tiểu bang Texax, Hoa Kỳ.
Quận Quận Angelina, Texas là một phần của tiểu vùng đô thị Lufkin.
Quận Angelina được thành lập năm 1846 từ quận Nacogdoches. Đến năm 2000, dân số quận là 80.130 người. quận lỵ của nó là Lufkin 6. Angelina được đặt tên theo một phụ nữ người Mỹ bản xứ đã giúp những nhà truyền giáo người Tây Ban Nha.

## Thông tin nhân khẩu
Theo điều tra dân số 2 năm 2000, quận có dân số 80.130 người, 28.685 hộ, và 21.255 gia đình sống trong quận. Mật độ dân số là 100 người trên một dặm vuông (39/km ²). Có 32.435 đơn vị nhà ở với mật độ trung bình là 40 cho mỗi dặm vuông (16/km ²). Cơ cấu chủng tộc của dân quân này gồm: 75,10% người da trắng, 14,72% da đen hay Mỹ gốc Phi, 0,30% người Mỹ bản xứ, 0,67% người châu Á, 0,02% người đảo Thái Bình Dương, 7,77% từ các chủng tộc khác, và 1,42% từ hai hoặc nhiều chủng tộc. 14,35% dân số là người Hispanic hay Latino thuộc chủng tộc nào đó.
Có 28.685 hộ, trong đó 36,10% có trẻ em dưới 18 tuổi sống chung với họ, 57,80% là các cặp vợ chồng sống với nhau, 12,30% có chủ hộ là nữ không có mặt chồng, và 25,90% là không lập gia đình. 22,80% của tất cả các hộ gia đình đã được tạo thành từ các cá nhân và 9,80% có người sống một mình 65 tuổi trở lên. Bình quân mỗi hộ là 2,70 và cỡ gia đình trung bình là 3,18.
Trong quận, cơ cấu dân số gồm 27,70% ở độ tuổi dưới 18, 9,70% 18-24, 28,60% 25-44, 21,50% 45-64, và 12,60% người 65 tuổi trở lên. Tuổi trung bình là 34 năm. Cứ mỗi 100 nữ có 96,40 nam giới. Cứ mỗi 100 nữ 18 tuổi trở lên, đã có 93,70 nam giới.
Thu nhập trung bình cho một hộ gia đình trong quận đã được $ 33.806, và thu nhập trung bình cho một gia đình là 39.505 USD. Nam giới có thu nhập trung bình 30.373 đô la Mỹ so với 20.221 USD đối với phái nữ. Thu nhập trên đầu cho các quận được 15.876 USD. Giới 12,40% gia đình và 15,80% dân số sống dưới mức nghèo khổ, trong đó có 21,90% những người dưới 18 tuổi và 12,30% có độ tuổi từ 65 trở lên.